# Diades castelleres de la Mercè
En el marc de La Mercè de Barcelona, s'hi realitzen dues diades castelleres:
- Diada de la Mercè o de colles locals: el dia 24 de setembre.[1]
- Diada de la Mercè històrica o de colles convidades:[2] el diumenge més proper al 24.[1]

Les diades tenen lloc al migdia a la Plaça de Sant Jaume de Barcelona, davant de l'edifici de l'Ajuntament de Barcelona. A la diada de la Mercè hi participen les vuit colles de la ciutat: Castellers de Barcelona, Castellers de Sants, Castellers de la Vila de Gràcia, Castellers del Poble Sec, Castellers de la Sagrada Família, Colla Castellera Jove de Barcelona, Castellers de Sarrià i Colla Castellera de l'Esquerra de l'Eixample. A la diada de la Mercè històrica hi participen Castellers de Barcelona com a amfitrions, acompanyats de dues colles de gamma alta.

## Història

### Segle XIX
Al Diario de Barcelona del 23 de setembre de 1859 s'hi troben referències a castillos humanos realitzats a la «Plaza de la Constitución» (actual Plaça de Sant Jaume) de la capital del país, que no van ser gaire ben rebuts pels ciutadans. La següent referència arriba al mateix diari pel 1871, però aquest cop al Pla de Palau. Les aparicions habituals a ressenyes de diaris fa pensar que els castells ja formaven part habitual del programa de les festes, però de manera discreta durant la dècada de 1870. L'any 1877, també al Diario de Barcelona, trobem una referència al que podria ser el primer intent d'una colla pròpia de la ciutat, que anomenen Xiquets de Barcelona, que va participar en les festes de la Mercè; i els anys següents també de colles d'altres pobles del Pla de Barcelona, com Hostafrancs. A la dècada de 1880 disminueixen el nombre de referències a castells, tot i que sí que se'n té constància alguns anys.

### Principis del selge XX, primers concursos de castells

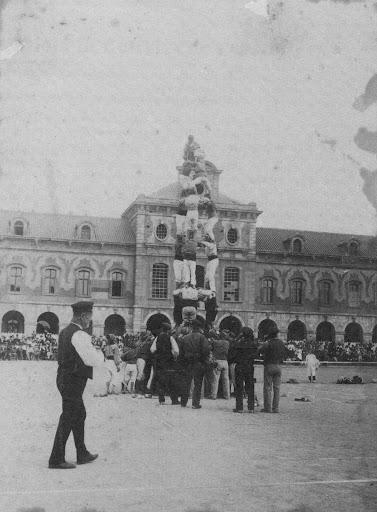
Un tres de sis (net o aixecat per sota) al Parc de la Ciutadella el 1902.

L'any 1902, per la Mercè, es va organitzar el primer concurs de castells al Parc de la Ciutadella emulant les competicions esportives, en un moment d'eclosió d'aquest tipus d'esdeveniments. Hi van participar la Colla Vella de Valls i la Colla Nova de Valls. El castell guanyador va ser un 3 de 7 aixecat per sota de la Colla Vella, pel qual van rebre 150 pessetes; també van fer un 3 de 7 amb figuereta, un 4 de 7 amb l'agulla, un 2 de 6 amb figuereta i un Pilar de 5. La Colla Nova va rebre 100 pessetes per fer un 3 de 7, un 4 de 7, un 3 de 6 aixecat per sota, un 2 de 6 i un Pilar de 5.
Els anys següents hi va haver actuacions castelleres a Barcelona per la festa major esporàdicament, i no és fins a la segona meitat de la dècada de 1940 que comencen a aparèixer més sovint. L'actuació dels Nens del Vendrell de 1958 va portar a la creació del Cos de Castellers de Ballets de Catalunya, primer embrió del que acabarien sent els Castellers de Barcelona.
L'any 1964, la casa Jorba-Preciados va organitzar per la Mercè un altre concurs de castells a l'Avinguda del Portal de l'Àngel, davant dels seus magatzems. Aquest concurs es va reeditar els anys 65 i 66. Totes tres edicions les va guanyar la Colla Vella dels Xiquets de Valls.

### Els castells a la Mercè, cada any

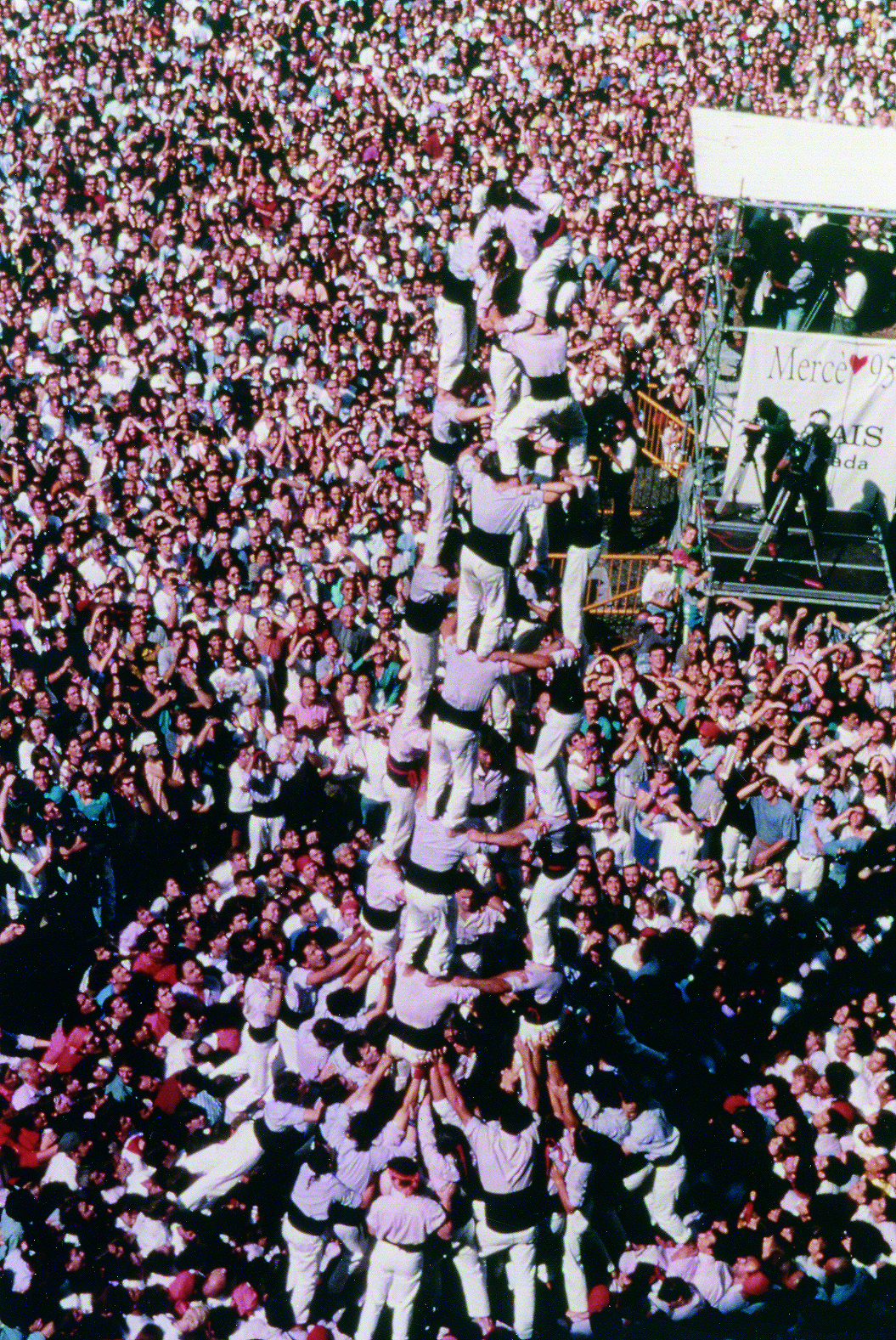
Primer 5d9f carregat del segle xx.

L'any 1969, amb la creació dels Castellers de Barcelona, els castells es van tornar una cita anual a la Plaça de Sant Jaume per la festa major de la ciutat. Els primer anys, es realitzava un pilar al balcó per iniciar la diada, no per finalitzar-la, com és habitual. L'any 1975 la diada es va dur a terme a la Plaça del Rei, per culpa d'un conflicte d'horaris amb altres exhibicions i l'any 1982 es va retransmetre en directe per primera vegada per televisió. La importància de la capital catalana i el fet de realitzar-se entre l'Ajuntament de Barcelona i la Generalitat de Catalunya va anar donant renom a la diada castellera, convertint-la en una de les dates assenyalades del calendari casteller. L'any 1994 la Plaça de Sant Jaume va convertir-se en plaça de 9 i de gamma extra, amb la participació de les colles de valls, Minyons de Terrassa i Castellers de Vilafranca (a més dels amfitrions). S'hi van veure tres construccions de nou pisos: un 4 de 9 amb folre carregat pels Castellers de Vilafranca i el 3 de 9 amb folre carregat i el 4 de 9 amb folre dels Minyons de Terrassa; i un castell de gamma extra: el 2 de 9 amb folre i manilles carregat dels Minyons de Terrassa. L'any següent també va ser un dia històric de la història dels castells amb el primer 5 de 9 amb folre carregat del segle XX pels Minyons de Terrassa.

### L'expansió del fet casteller de la ciutat
L'any 1994, un any després de la fundació dels Castellers de Sants, es va realitzar la primera Diada de colles locals, el diumenge més proper al 24 de setembre, amb la participació de les dues colles de la ciutat en aquell moment. L'any 1997 s'hi van afegir els Castellers de la Vila de Gràcia, el 1999 els Castellers del Poble Sec, el 2000 els Castellers de Sarrià, el 2004 els Castellers de la Sagrada Família, el 2012 la Colla Castellera Jove de Barcelona, el 2019 la refundació dels Castellers de Sarrià i el 2021 els Colla Castellera de l'Esquerra de l'Eixample.

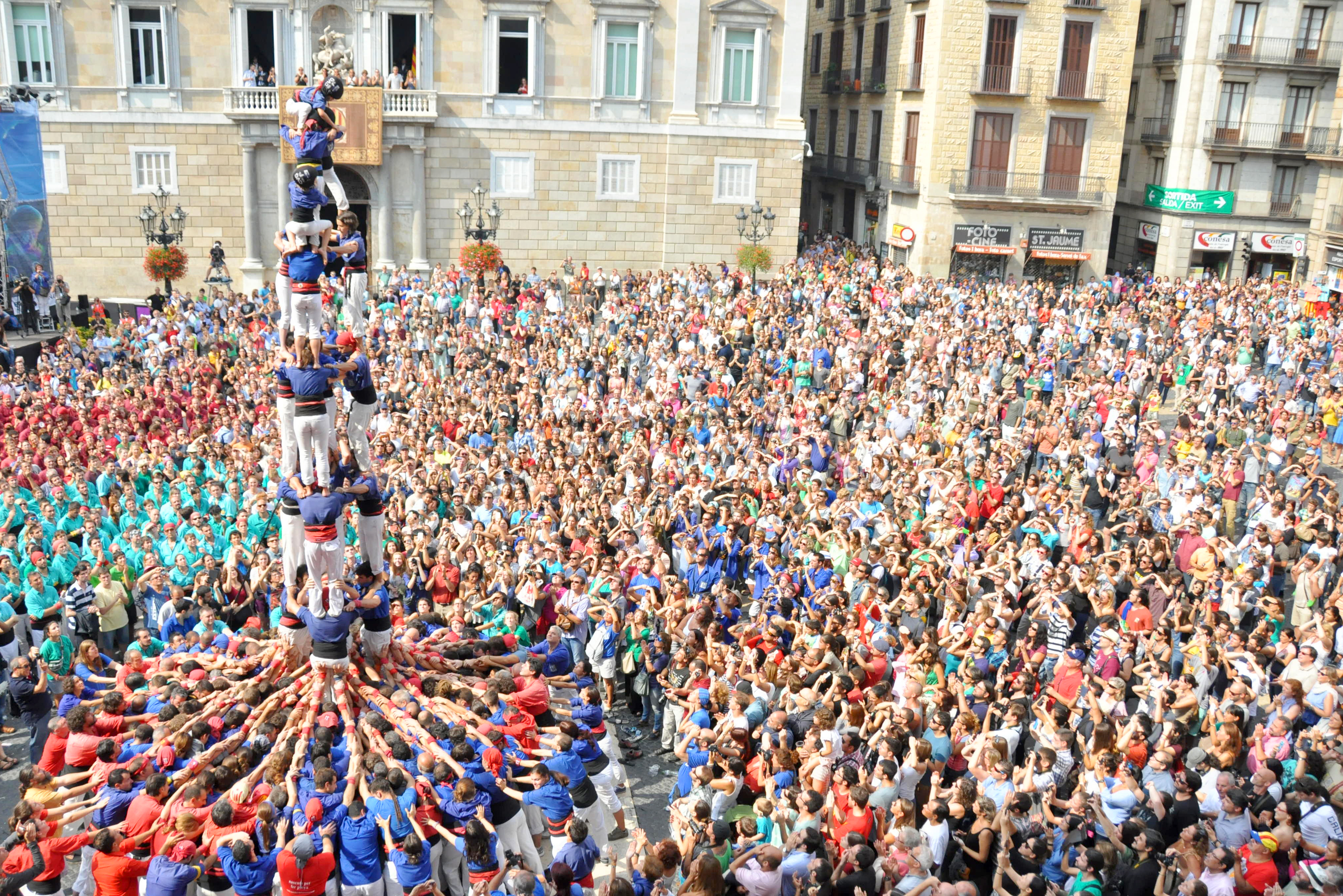
3 de 8 amb l'agulla dels Castellers de la Vila de Gràcia a la Mercè del 2014.

L'any 2016 la Plaça Sant Jaume es va convertir en plaça de deu, amb el 3 de 10 amb folre i manilles dels Minyons de Terrassa, castell que ja havien provat al 2001, però que havien deixat en intent. Sant Jaume és l'única plaça de deu de la ciutat de Barcelona. Aquest mateix any, també es va canviar l'acord entre l'Ajuntament i les colles, fent que la diada de colles locals sempre fos el Dia de la Mercè, fins aleshores, quan el dia queia en diumenge, la diada de colles locals es realitzava el dilluns següent. L'any 2018, els Castellers de Sants van fer el 2 de 9 amb folre i manilles, l'únic gamma extra que ha fet mai una colla de la ciutat per la Mercè.
Per la diada de la Mercè, totes les colles de la ciutat han anat sempre a màxims i hi han realitzat alguns dels seus millors castells i millors diades de la història. Actualment, la diada de colles locals, amb vuit colles, es realitza a l'antiga, amb cada colla bastint els castells al seu ritme.

## Castells de 9 i superiors intentats a la diada
La següent taula mostra tots els castells superiors al 4 de 9 amb folre que s'han realitzat per la Mercè. S'ha realitzat mitjançant les dades recollides a la Base de Dades de la Coordinadora de Colles Castelleres de Catalunya – Colla Jove Xiquets de Tarragona.
|        | Castellers de Barcelona | Castellers de Barcelona | Castellers de Barcelona | Castellers de Barcelona | Castellers de Sants | Castellers de Sants | Castellers de Sants | Castellers de Sants | Castellers de la Vila de Gràcia | Castellers de la Vila de Gràcia | Castellers de la Vila de Gràcia | Castellers de la Vila de Gràcia | Minyons de Terrassa | Minyons de Terrassa | Minyons de Terrassa | Minyons de Terrassa | Castellers de Vilafranca | Castellers de Vilafranca | Castellers de Vilafranca | Castellers de Vilafranca | Colla Joves Xiquets de Valls | Colla Joves Xiquets de Valls | Colla Joves Xiquets de Valls | Colla Joves Xiquets de Valls | Colla Vella dels Xiquets de Valls | Colla Vella dels Xiquets de Valls | Colla Vella dels Xiquets de Valls | Colla Vella dels Xiquets de Valls | Bordegassos de Vilanova | Bordegassos de Vilanova | Bordegassos de Vilanova | Bordegassos de Vilanova |
|        | D                       | C                       | I                       | ID                      | D                   | C                   | I                   | ID                  | D                               | C                               | I                               | ID                              | D                   | C                   | I                   | ID                  | D                        | C                        | I                        | ID                       | D                            | C                            | I                            | ID                           | D                                 | C                                 | I                                 | ID                                | D                       | C                       | I                       | ID                      |
| ------ | ----------------------- | ----------------------- | ----------------------- | ----------------------- | ------------------- | ------------------- | ------------------- | ------------------- | ------------------------------- | ------------------------------- | ------------------------------- | ------------------------------- | ------------------- | ------------------- | ------------------- | ------------------- | ------------------------ | ------------------------ | ------------------------ | ------------------------ | ---------------------------- | ---------------------------- | ---------------------------- | ---------------------------- | --------------------------------- | --------------------------------- | --------------------------------- | --------------------------------- | ----------------------- | ----------------------- | ----------------------- | ----------------------- |
| 3d10fm |                         |                         |                         |                         |                     |                     |                     |                     |                                 |                                 |                                 |                                 | 1                   |                     | 1                   |                     |                          |                          |                          |                          |                              |                              |                              |                              |                                   |                                   |                                   |                                   |                         |                         |                         |                         |
| 2d8    |                         |                         |                         |                         |                     |                     |                     |                     |                                 |                                 |                                 |                                 |                     |                     |                     |                     |                          |                          |                          |                          |                              |                              |                              | 1                            |                                   |                                   |                                   |                                   |                         |                         |                         |                         |
| 4d9    |                         |                         |                         |                         |                     |                     |                     |                     |                                 |                                 |                                 |                                 |                     |                     |                     |                     |                          |                          |                          | 1                        |                              |                              |                              |                              |                                   |                                   |                                   |                                   |                         |                         |                         |                         |
| 3d9fa  |                         |                         |                         |                         |                     |                     |                     |                     |                                 |                                 |                                 |                                 |                     |                     | 1                   |                     | 2                        |                          | 1                        |                          |                              |                              |                              |                              |                                   |                                   |                                   |                                   |                         |                         |                         |                         |
| 4d9fa  |                         |                         |                         |                         |                     |                     |                     |                     |                                 |                                 |                                 |                                 |                     | 1                   |                     |                     |                          |                          |                          |                          |                              |                              |                              |                              |                                   |                                   |                                   |                                   |                         |                         |                         |                         |
| 5d9f   |                         |                         |                         |                         |                     |                     |                     |                     |                                 |                                 |                                 |                                 | 2                   | 2                   | 3                   |                     |                          |                          |                          |                          |                              | 1                            |                              |                              |                                   | 1                                 |                                   |                                   |                         |                         |                         |                         |
| 2d9fm  |                         |                         |                         |                         | 1                   |                     |                     |                     |                                 |                                 |                                 |                                 | 12                  | 5                   | 2                   |                     | 7                        | 1                        |                          |                          | 1                            |                              | 1                            |                              |                                   | 1                                 |                                   |                                   |                         |                         |                         |                         |
| Pd8fm  |                         |                         |                         |                         |                     |                     |                     |                     |                                 |                                 |                                 |                                 |                     |                     |                     |                     | 5                        | 1                        |                          |                          | 1                            |                              |                              |                              |                                   |                                   |                                   |                                   |                         |                         |                         |                         |
| 3d8ps  |                         |                         | 2                       |                         |                     |                     |                     |                     |                                 |                                 |                                 |                                 |                     |                     |                     |                     |                          |                          |                          |                          |                              |                              |                              |                              |                                   |                                   |                                   |                                   |                         |                         |                         |                         |
| 9d8    |                         |                         |                         |                         |                     |                     |                     |                     |                                 |                                 |                                 |                                 |                     |                     |                     |                     | 2                        |                          |                          |                          |                              |                              |                              |                              |                                   |                                   |                                   |                                   |                         |                         |                         |                         |
| 3d9f   | 11                      | 4                       | 6                       | 8                       | 5                   |                     |                     | 2                   | 3                               |                                 | 1                               | 4                               | 22                  |                     |                     |                     | 11                       | 1                        |                          |                          | 8                            |                              |                              |                              |                                   |                                   |                                   |                                   | 1                       |                         | 1                       | 1                       |
| 4d9f   | 8                       |                         | 3                       | 4                       | 5                   |                     |                     | 1                   | 3                               |                                 |                                 | 1                               | 16                  | 1                   |                     |                     | 15                       | 1                        |                          |                          | 4                            |                              | 1                            | 2                            | 2                                 |                                   |                                   |                                   |                         |                         | 1                       |                         |

## Resum de diades
Les següents taules de resum s'han realitzat mitjançant les dades recollides a Castellers de Barcelona: 35 anys i la Base de Dades de la Coordinadora de Colles Castelleres de Catalunya – Colla Jove Xiquets de Tarragona.

### Segle XIX
| Any  | Lloc                     | Colla                                   | Castells                                  | Ref.                                       |
| ---- | ------------------------ | --------------------------------------- | ----------------------------------------- | ------------------------------------------ |
| 1859 | Plaza de la Constitución | «baile de valencianos»                  |                                           | Diario de Barcelona (23.9.1859)            |
| 1871 |                          | Xiquets de Valls                        | «[...]castillos de hasta seis pisos[...]» | Diario de Barcelona (25.9.1871)            |
| 1876 |                          | Xiquets de Valls                        |                                           | Diario de Barcelona (26.9.1876)            |
| 1877 | Plaza de la Constitución | Xiquets de Valls i Xiquets de Barcelona |                                           | Diario de Barcelona (24.9.1877)            |
| 1878 |                          | Xiquets de Valls i Xiquets de Barcelona |                                           | La Correspondencia de Cataluña (25.9.1878) |
| 1879 |                          | Xiquets de Valls                        |                                           | Diario de Barcelona (25.9.1879)            |
| 1882 |                          | Xiquets de Valls                        |                                           | La Vanguardia (26.9.1882)                  |
| 1883 |                          | Xiquets de Valls                        |                                           | La Renaixensa (23.9.1883)                  |
| 1897 |                          | Xiquets de Valls                        |                                           | La Vanguardia (217-24.9.1897)              |
| 1898 |                          | Xiquets de Valls                        |                                           | La Vanguardia (25.9.1898)                  |

### Segle XX

#### Primera meitat de segle
| Any  | Lloc                  | Colla                                 | Castells                               | Ref. |
| ---- | --------------------- | ------------------------------------- | -------------------------------------- | ---- |
| 1902 | Parc de la Ciutadella | Colla Vella dels Xiquets de Valls     | 3d7. 4d7a, 3d7ps, 2d6, Pd5             |      |
| 1902 | Parc de la Ciutadella | Colla Nova dels Xiquets de Valls      | i3d7, 3d7, 4d7, 3d6ps, 2d6, Pd5        |      |
| 1951 | Plaça de Sant Jaume   | Nens del Vendrell                     | 2d7, 4d7a                              |      |
| 1958 | Plaça de Sant Jaume   | Nens del Vendrell                     |                                        |      |
| 1962 | Plaça de Sant Jaume   | Colla Vella dels Xiquets de Valls     |                                        |      |
| 1964 | Portal de l'Àngel     | Colla Vella dels Xiquets de Valls     | 5d7, 2d7, 3d7, i4d8                    |      |
| 1964 | Portal de l'Àngel     | La Muixerra Xiquets de Valls          | 3d7, i3d7ps, iPd6, i2d7                |      |
| 1964 | Portal de l'Àngel     | Nens del Vendrell                     | 5d7, 4d7a, i3d7ps, i4d8                |      |
| 1964 | Portal de l'Àngel     | Colla Vella dels Xiquets de Tarragona | 4d7a, 3d7, 3d7psc                      |      |
| 1964 | Portal de l'Àngel     | Colla Nova dels Xiquets de Tarragona  | 4d7, 3d7, 2d6                          |      |
| 1964 | Portal de l'Àngel     | Castellers de Vilafranca              | 3d7, 4d7, 4d7ac, i2d7                  |      |
| 1964 | Portal de l'Àngel     | Minyons de l'Arboç                    | 4d7, 3d7, 2d6                          |      |
| 1965 | Portal de l'Àngel     | Colla Vella dels Xiquets de Valls     | 2d7, 4d8, 3d7ps                        |      |
| 1965 | Portal de l'Àngel     | Nens del Vendrell                     | 4d8, i2d7, i3d8, 4d7a, 3d7, 3d7ps      |      |
| 1965 | Portal de l'Àngel     | Colla Vella dels Xiquets de Tarragona | 4d7a, 3d7, 4d7, i3d7ps, i3d7ps, i3d7ps |      |
| 1965 | Portal de l'Àngel     | Colla Nova dels Xiquets de Tarragona  | 3d7. 4d7, 3d7ps                        |      |
| 1965 | Portal de l'Àngel     | Castellers de Vilafranca              | 3d7, i5d7, 5d7, 4d7a                   |      |
| 1965 | Portal de l'Àngel     | Minyons de l'Arboç                    | 3d7, i4d7a, 4d7ac, 2d6, Pd5, i4d7      |      |
| 1966 | Portal de l'Àngel     | Colla Vella dels Xiquets de Valls     | 2d7c, 4d8c, 3d7ps, 3d8c                |      |
| 1966 | Portal de l'Àngel     | Nens del Vendrell                     | 4d8c, 3d7ps, i2d7, 2d7c                |      |
| 1966 | Portal de l'Àngel     | Colla Vella dels Xiquets de Tarragona | 4d7a, 3d7ps, 3d7                       |      |
| 1966 | Portal de l'Àngel     | Colla Nova dels Xiquets de Tarragona  | 3d7, 4d7ac, i3d7ps                     |      |
| 1966 | Portal de l'Àngel     | Castellers de Vilafranca              | 5d7, 4d7ac, 3d7                        |      |
| 1966 | Portal de l'Àngel     | Minyons de l'Arboç                    | 3d7, 4d7, 2d6, i3d7ps                  |      |

#### Segona meitat de segle
A partir d'aquest punt, la diada se celebra gairebé cada any i sempre a la Plaça de Sant Jaume, excepte l'any 1975 que es va celebrar a la Plaça del Rei.
| Any  | Colla                             | Castells                                    | Ref. |
| ---- | --------------------------------- | ------------------------------------------- | ---- |
| 1969 | Castellers de Barcelona           | 4d6, 3d6c, Pd4                              |      |
| 1970 | Castellers de Barcelona           | 4d6, 2d6, Pd5                               |      |
| 1971 | Castellers de Barcelona           |                                             |      |
| 1972 | Castellers de Barcelona           |                                             |      |
| 1973 | Castellers de Barcelona           | 4d6, 3d6, 2d6, Pd5                          |      |
| 1974 | Castellers de Barcelona           | 2d6, 4d6, Pd5, Pd4                          |      |
| 1975 | Castellers de Barcelona           | 2d6, 4d7, 3d7c, Pd5                         |      |
| 1975 | Colla Joves Xiquets de Valls      | 4d7, 3d7ps, 2d6, 2d6, 2Pd5                  |      |
| 1976 | Castellers de Barcelona           | 2d6                                         |      |
| 1977 | Castellers de Barcelona           | 4d6an, 3d6n, 2d6, 2Pd5                      |      |
| 1978 | Castellers de Barcelona           | id4d6n, 4d6n, 2d6, 3d6n, 3d6n, Pd5          |      |
| 1979 | Castellers de Barcelona           | id2d7, 2d7c, 3d7, id4d7, 4d6n, iPd5, 2Pd5   |      |
| 1980 | Castellers de Barcelona           | 4d7a, 3d7, 2d6, Pd5                         |      |
| 1980 | Colla Joves Xiquets de Valls      | 2d7, 5d7, 3d7, Pd5                          |      |
| 1980 | Bordegassos de Vilanova           | id3d7, 4d7, 2d6, Pd5c                       |      |
| 1981 | Castellers de Barcelona           | Pd4cam, 5d7, 2d7, id4d8, 4d8c               |      |
| 1981 | Minyons de Terrassa               | Pd4cam, 2d6, 4d6, 4d7, 2d6, 3d7             |      |
| 1981 | Bordegassos de Vilanova           | 4d7, id4d7, 2d6, i3d7                       |      |
| 1982 | Castellers de Barcelona           | Pd4cam, Pd5b, 2d7, 4d8c, 3d7, 2Pd5          |      |
| 1982 | Colla Joves Xiquets de Valls      | Pd4cam, 4d8, 2d7, 5d7, 2Pd5                 |      |
| 1982 | Colla Vella dels Xiquets de Valls | 4d8, 3d8, 2d7, Pd5ps, Pd5                   |      |
| 1983 | Castellers de Barcelona           | Pd4cam, Pd5b, 4d7a, 2d7, 5d7, Pd5           |      |
| 1983 | Minyons de Terrassa               | Pd4cam, 2d7, 4d8, 3d7ps, iPd5               |      |
| 1983 | Castellers de Vilafranca          | Pd4cam, 2d8fc, i4d8, 3d7ps, Pd5             |      |
| 1984 | Castellers de Barcelona           | Pd4cam, Pd5b, 5d7, 2d7, 3d7ps, Pd5+iPd5     |      |
| 1984 | Colla Joves Xiquets de Valls      | Pd4cam, 2d7, 4d8, 5d7, Pd5                  |      |
| 1984 | Nens del Vendrell                 | Pd4cam, 3d7, 4d7a, 2d6, 2Pd5                |      |
| 1985 | Castellers de Barcelona           | Pd4cam, Pd5b, 4d7a, 5d7, 3d7ps, 2Pd4ps      |      |
| 1985 | Colla Joves Xiquets de Valls      | Pd4cam, 4d8, 3d8, 2d7c, Pd5                 |      |
| 1985 | Castellers de Vilafranca          | Pd4cam, 5d7, 3d8c, 4d8                      |      |
| 1986 | Castellers de Barcelona           | Pd4cam, Pd5b, id3d7ps, 5d7, 4d7a, Pd5       |      |
| 1986 | Castellers de Vilafranca          | Pd4cam, 2d7, 4d8, 5d7, 3Pd5                 |      |
| 1986 | Colla Vella dels Xiquets de Valls | Pd4cam, 4d8, 3d8, 2d7, 2Pd5                 |      |
| 1987 | Castellers de Barcelona           | Pd4cam, Pd5b, 5d7, i4d8, 3d7, Pd5           |      |
| 1987 | Minyons de Terrassa               | Pd4cam, 4d8, 3d8, 2d7, 2Pd5                 |      |
| 1987 | Colla Joves Xiquets de Valls      | Pd4cam, 3d8, 4d8, 2d7, Pd5                  |      |
| 1988 | Castellers de Barcelona           | Pd4cam, Pd5b, 4d8, 2d7c, 3d7, 2Pd5          |      |
| 1988 | Minyons de Terrassa               | Pd4cam, 3d8, 2d8f, iPd6, Pd6c, 2Pd5         |      |
| 1988 | Castellers de Vilafranca          | Pd4cam, 2d7, 4d8, id3d8, 3d8, 2Pd5          |      |
| 1989 | Castellers de Barcelona           | Pd4cam, Pd5b, 3d7ps, id4d8, i4d8, Pd5       |      |
| 1989 | Minyons de Terrassa               | Pd4cam, 4d8, i2d8f, 3d7ps, 5d7, Pd5         |      |
| 1989 | Colla Joves Xiquets de Valls      | Pd4cam, i4d9f, i2d8f, 3d8, 4d8, 2d7, Pd5    |      |
| 1990 | Castellers de Barcelona           | Pd4cam, Pd5, Pd5                            |      |
| 1990 | Castellers de Vilafranca          | 2d6, 2d6, 9d7, 4d8, 3d8, Pd5                |      |
| 1991 | Castellers de Barcelona           | Pd4cam, Pd5b, 5d7, 3d7ps, 4d8, Pd5          |      |
| 1991 | Minyons de Terrassa               | 4d8, 3d8, 2d8f, Pd5                         |      |
| 1991 | Colla Joves Xiquets de Valls      | 4d8, 3d8, 2d8f, Pd5                         |      |
| 1992 | Castellers de Barcelona           | Pd4cam, Pd5b, 5d7, i4d7a, 3d7ps, 4d7ac, Pd5 |      |
| 1992 | Minyons de Terrassa               | Pd4cam, 3d8, id2d8f, 2d8f, 4d8, Pd5         |      |
| 1992 | Castellers de Vilafranca          | Pd4cam, 4d8, 2d7, 3d8, Pd5                  |      |
| 1993 | Castellers de Barcelona           | Pd4cam, Pd5b, 5d7, 4d8, 3d8c, Pd5           |      |
| 1993 | Minyons de Terrassa               | Pd4cam, 2d8f, 5d8, 3d8, Pd5                 |      |
| 1993 | Colla Joves Xiquets de Valls      | Pd4cam, id5d8, 2d8f, 4d8, 3d8, Pd5          |      |

#### Les dues diades de la Mercè
Després de l'aparició dels Castellers de Sants l'any 1993, es comencen a celebrar dues diades castelleres per la Mercè.

##### 1994
| Diada de la Mercè            | Diada de la Mercè                              | Diada de la Mercè |
| Colla                        | Castells                                       | Ref.              |
| ---------------------------- | ---------------------------------------------- | ----------------- |
| Castellers de Barcelona      | Pd4cam, 4d7a, 2d7c, 3d7, Pd5                   |                   |
| Castellers de Sants          | Pd4cam, 4d7, 3d7, 5d6, Pd5                     |                   |
| Castellers de Castelldefels  | 2d6, 3d6, 4d6n, Pd5                            |                   |
| Diada de la Mercè històrica  |                                                |                   |
| Colla                        | Castells                                       | Ref.              |
| Castellers de Barcelona      | Pd4cam, Pd5b, 4d8, 2d7, i3d8, 4d7a, 3d7ps, Pd5 |                   |
| Minyons de Terrassa          | Pd4cam, 2d9fmc, 4d9f, 3d9f, Pd5                |                   |
| Colla Joves Xiquets de Valls | 3d9f, i5d8, 2d8fc, 4d8c, Pd5                   |                   |
| Castellers de Vilafranca     | 4d9fc, 2d7, 5d7, Pd5                           |                   |

##### 1995
| Diada de la Mercè            | Diada de la Mercè                       | Diada de la Mercè |
| Colla                        | Castells                                | Ref.              |
| ---------------------------- | --------------------------------------- | ----------------- |
| Castellers de Barcelona      | Pd4cam, 5d7, 4d8, 4d7a, Pd5             |                   |
| Castellers de Sants          | Pd4cam, 4d7a, 3d7, 5d7, 3Pd5            |                   |
| Diada de la Mercè històrica  |                                         |                   |
| Colla                        | Castells                                | Ref.              |
| Castellers de Barcelona      | Pd4cam, Pd5b, 2d8f, i5d8, 4d8, 3d8, Pd5 |                   |
| Minyons de Terrassa          | Pd4cam, 5d9fc, i2d9fm, 3d8, 4d8, Pd5    |                   |
| Colla Joves Xiquets de Valls | Pd4cam, 3d9f, 2d8fc, iPd7fm, Pd5        |                   |
| Castellers de Vilafranca     | Pd4cam, 4d9f, 3d9fc, 2d8fc, Pd6c, Pd5   |                   |
| Castellers de Cornellà       | 3d7, 4d7, 2d6, Pd5                      |                   |
| Castellers de Sants          | Pd5                                     |                   |

##### 1996
| Diada de la Mercè            | Diada de la Mercè                            | Diada de la Mercè |
| Colla                        | Castells                                     | Ref.              |
| ---------------------------- | -------------------------------------------- | ----------------- |
| Castellers de Barcelona      | Pd4cam, 4d8, 2d7, id3d7ps, 3d7psc, Pd5       |                   |
| Castellers de Sants          | Pd4cam, id4d7a, 4d7ac, 5d7, 3d7, Pd5         |                   |
| Diada de la Mercè històrica  |                                              |                   |
| Colla                        | Castells                                     | Ref.              |
| Castellers de Barcelona      | Pd4cam, Pd5b, 2d8f, i3d8ps, 4d8, i3d8ps, Pd5 |                   |
| Minyons de Terrassa          | Pd4cam, 2d9fmc, 3d8, 5d8, Pd5                |                   |
| Colla Joves Xiquets de Valls | Pd4cam, 3d9f, 2d8fc, iPd7fm, Pd5             |                   |
| Xiquets de Reus              | Pd4cam, 3d8, 4d8, 2d8fc, Pd5                 |                   |
| Castellers de Sants          | Pd5                                          |                   |

##### 1997
| Diada de la Mercè               | Diada de la Mercè                   | Diada de la Mercè |
| Colla                           | Castells                            | Ref.              |
| ------------------------------- | ----------------------------------- | ----------------- |
| Castellers de Barcelona         | 2d7, id4d8, 4d8, 4d7a, Pd5          |                   |
| Castellers de Sants             | id2d7, 2d7, 4d7a, 5d7, 2Pd5+Pd5c    |                   |
| Castellers de la Vila de Gràcia | 3d6, 5d6, 4d6a, Pd5                 |                   |
| Diada de la Mercè històrica     |                                     |                   |
| Colla                           | Castells                            | Ref.              |
| Castellers de Barcelona         | Pd4cam, Pd5b, 3d8, 2d8fc, 4d8, 3Pd5 |                   |
| Minyons de Terrassa             | 5d9fc, 3d9f, 2d8f, Pd5              |                   |
| Xiquets de Reus                 | 4d8, 3d8, 2d8f, Pd5                 |                   |

##### 1998
| Diada de la Mercè               | Diada de la Mercè                   | Diada de la Mercè |
| Colla                           | Castells                            | Ref.              |
| ------------------------------- | ----------------------------------- | ----------------- |
| Castellers de Barcelona         | 4d8, 3d7ps, 5d7, 2Pd5, Pd5ps        |                   |
| Castellers de Sants             | 5d7, 4d7a, 4d7, 2Pd5                |                   |
| Castellers de la Vila de Gràcia | 5d6, 2d6, 4d6a, Pd5                 |                   |
| Diada de la Mercè històrica     |                                     |                   |
| Colla                           | Castells                            | Ref.              |
| Castellers de Barcelona         | Pd4cam, Pd5b, 2d8f, 3d8c, 4d8, 3Pd5 |                   |
| Minyons de Terrassa             | Pd4cam, 4d9f, 3d9f, 5d8, 3Pd5       |                   |
| Bordegassos de Vilanova         | Pd4cam, 4d8, 3d8, 2d7, Pd7f         |                   |
| Castellers de Sants             | Pd4cam, 2d7, id4d8, i4d8, Pd5       |                   |

##### 1999
| Diada de la Mercè               | Diada de la Mercè                     | Diada de la Mercè |
| Colla                           | Castells                              | Ref.              |
| ------------------------------- | ------------------------------------- | ----------------- |
| Castellers de Barcelona         | Pd4cam, 4d8, 5d7, 4d7a, Pd5           |                   |
| Castellers de Sants             | Pd4cam, 4d7a, 4d8, 2d7, Vd5           |                   |
| Castellers de la Vila de Gràcia | Pd4cam, 3d7, 4d7, 4d7a, Vd5           |                   |
| Castellers de Poble Sec         | Pd4cam, id3d6, i3d6, 2d5              |                   |
| Xicots de Vilafranca            | 3d7, 4d7, 2d6, Pd5                    |                   |
| Diada de la Mercè històrica     |                                       |                   |
| Colla                           | Castells                              | Ref.              |
| Castellers de Barcelona         | Pd4cam, Pd5b, 4d9f, 3d8, 2d8f, 2Pd5   |                   |
| Minyons de Terrassa             | Pd4cam, 2d9fm, 3d9f, 4d9f, Pd6        |                   |
| Bordegassos de Vilanova         | Pd4cam, 3d9f, i4d9f, 4d8a, Pd7f       |                   |
| Castellers de Sants             | Pd4cam, 5d7, id4d8, id4d8, id4d8, Pd5 |                   |

##### 2000
| Diada de la Mercè               | Diada de la Mercè                             | Diada de la Mercè |
| Colla                           | Castells                                      | Ref.              |
| ------------------------------- | --------------------------------------------- | ----------------- |
| Castellers de Barcelona         | Pd4cam, 4d7a, 2d7, 5d7, 2Pd5                  |                   |
| Castellers de la Vila de Gràcia | Pd4cam, 3d7, 5d7, 4d7a, Pd5                   |                   |
| Castellers de Poble Sec         | Pd4cam, 3d6, 4d6a, id2d6, 2d6c                |                   |
| Castellers de Sarrià            | Pd4cam, 3d6, 4d6a, 4d6                        |                   |
| Diada de la Mercè històrica     |                                               |                   |
| Colla                           | Castells                                      | Ref.              |
| Castellers de Barcelona         | Pd4cam, Pd5b, 2d8f, i3d9f, id3d9f, 3d8c, 2Pd5 |                   |
| Minyons de Terrassa             | Pd4cam, 2d9fm, 3d9f, 4d9f, Pd7f               |                   |
| Bordegassos de Vilanova         | Pd4cam, id3d9f, i3d9f, 3d8, 2d8f, 2Pd5        |                   |

### Segle XXI

#### 2001
| Diada de la Mercè                 | Diada de la Mercè                                         | Diada de la Mercè |
| Colla                             | Castells                                                  | Ref.              |
| --------------------------------- | --------------------------------------------------------- | ----------------- |
| Castellers de Barcelona           | 2d7, id4d8, 4d7a, 3d7, Pd6c                               |                   |
| Castellers de Sants               | Pd4cam, 4d7a, 2d7, 5d7, 2Pd5                              |                   |
| Castellers de la Vila de Gràcia   | 5d7, i3d7ps, 4d7a, 3d7, Vd5                               |                   |
| Castellers de Poble Sec           | 3d6, 5d6, id2d6, 2d6                                      |                   |
| Castellers de Sarrià              | 3d6, id4d6a, 4d6a, 4d6                                    |                   |
| Diada de la Mercè històrica       |                                                           |                   |
| Colla                             | Castells                                                  | Ref.              |
| Castellers de Barcelona           | Pd4cam, Pd5b, id3d9f, 3d9f, id5d8, id5d8, i5d8, 2d7, 2Pd5 |                   |
| Minyons de Terrassa               | Pd4cam, i3d10fm, 3d9f, 2d9fm, 4d9f, Pd6                   |                   |
| Colla Vella dels Xiquets de Valls | Pd4cam, 2d9fmc, 5d9fc, 4d9f, 3Pd5                         |                   |

#### 2002
| Diada de la Mercè               | Diada de la Mercè                             | Diada de la Mercè |
| Colla                           | Castells                                      | Ref.              |
| ------------------------------- | --------------------------------------------- | ----------------- |
| Castellers de Barcelona         | Pd4cam, 2d7, id3d8, id4d8, Pd5                |                   |
| Castellers de Sants             | Pd4cam, 5d7, 2d7, 3d7ps, Vd5                  |                   |
| Castellers de la Vila de Gràcia | Pd4cam, 5d7, i2d7, 2d7c, 4d7a, Vd5            |                   |
| Castellers de Poble Sec         | Pd4cam, 3d6, 5d6, id2d6, 2d6, Pd5c            |                   |
| Castellers de Sarrià            | Pd4cam, 4d6a, 5d6, id2d6, i2d6, Pd45c         |                   |
| Diada de la Mercè històrica     |                                               |                   |
| Colla                           | Castells                                      | Ref.              |
| Castellers de Barcelona         | Pd4cam, Pd5b, id3d9f, id3d9f, 4d8, 3d9fc, Pd5 |                   |
| Minyons de Terrassa             | Pd4cam, 4d9fac, i5d9f, 2d8f, 3d9f, Pd5        |                   |
| Colla Joves Xiquets de Valls    | 2d8f, 4d8, 3d8, Pd5                           |                   |

#### 2003
| Diada de la Mercè               | Diada de la Mercè                   | Diada de la Mercè |
| Colla                           | Castells                            | Ref.              |
| ------------------------------- | ----------------------------------- | ----------------- |
| Castellers de Barcelona         | Pd4cam, 2d7, 3d8, 4d8, Vd5          |                   |
| Castellers de Sants             | Pd4cam, 2d7, 4d8, 3d7ps, Vd5        |                   |
| Castellers de la Vila de Gràcia | Pd4cam, 2d7, 4d8c, 3d7, Vd5         |                   |
| Castellers de Poble Sec         | Pd4cam, 2d6, id3d7, 3d7c, 4d7, Pd5  |                   |
| Castellers de Sarrià            | Pd4cam, 2d6, 5d6, 4d6a              |                   |
| Diada de la Mercè històrica     |                                     |                   |
| Colla                           | Castells                            | Ref.              |
| Castellers de Barcelona         | Pd4cam, Pd5b, 3d9f, 5d8, 2d8f, 2Pd5 |                   |
| Minyons de Terrassa             | Pd4cam, 3d9f, 4d9f, 4d8a,           |                   |
| Castellers de Vilafranca        | Pd4cam, 3d9f, 2d9fm, 4d9f, Pd6      |                   |

#### 2004
| Diada de la Mercè                | Diada de la Mercè                         | Diada de la Mercè |
| Colla                            | Castells                                  | Ref.              |
| -------------------------------- | ----------------------------------------- | ----------------- |
| Castellers de Barcelona          | Pd4cam, 3d8, 2d8f, 4d8, Vd5               |                   |
| Castellers de Sants              | Pd4cam, 2d7c, 3d7ps, 5d7                  |                   |
| Castellers de la Vila de Gràcia  | Pd4cam, 5d7, 4d7a, 3d7                    |                   |
| Castellers de Poble Sec          | Pd4cam, 2d6, id3d7, id3d7, 4d6a, Pd5      |                   |
| Castellers de Sarrià             | Pd4cam, 3d6c                              |                   |
| Castellers de la Sagrada Família | Pd4cam, 4d6, id4d6a, 4d6a, id3d6          |                   |
| Diada de la Mercè històrica      |                                           |                   |
| Colla                            | Castells                                  | Ref.              |
| Castellers de Barcelona          | Pd4cam, 2d7, id3d9f, i3d9f, 4d8, 3d8, Pd5 |                   |
| Minyons de Terrassa              | Pd4cam, 3d9f, 4d9f, 4d8a, Pd7f            |                   |
| Castellers de Vilafranca         | Pd4cam, 3d9f, 4d9f, 4d8a, Pd7f            |                   |

#### 2005
| Diada de la Mercè                | Diada de la Mercè                            | Diada de la Mercè |
| Colla                            | Castells                                     | Ref.              |
| -------------------------------- | -------------------------------------------- | ----------------- |
| Castellers de Barcelona          | Pd4cam, 3d8, 4d8, 2d7, Vd5                   |                   |
| Castellers de Sants              | Pd4cam, 2d7, 4d8, 5d7, 3Pd5                  |                   |
| Castellers de la Vila de Gràcia  | Pd4cam, 2d7, 4d8c, 5d7, Vd5                  |                   |
| Castellers de Poble Sec          | Pd4cam, 3d6, 4d6a, id2d6, 2d6c               |                   |
| Castellers de la Sagrada Família | Pd4cam, id3d6, 3d6, 4d6                      |                   |
| Castellers del Riberal           | Pd4cam, id3d7, 2d6, id3d7, 3d7, Pd5          |                   |
| Angelets del Vallespir           | Pd4cam, id4d6n, id3d6, 4d6n                  |                   |
| Diada de la Mercè històrica      |                                              |                   |
| Colla                            | Castells                                     | Ref.              |
| Castellers de Barcelona          | Pd4cam, i4d9f, id2d8f, 2d8f, i3d9f, 4d8, Pd5 |                   |
| Minyons de Terrassa              | Pd4cam, 3d9f, 2d9fm, 4d9f, Pd7fc             |                   |
| Castellers de Vilafranca         | Pd4cam, 3d9f, 2d9fmc, 4d9f, Pd8fm            |                   |

#### 2006
| Diada de la Mercè                | Diada de la Mercè                       | Diada de la Mercè |
| Colla                            | Castells                                | Ref.              |
| -------------------------------- | --------------------------------------- | ----------------- |
| Castellers de Barcelona          | Pd4cam, 4d8, 3d8, 5d7, Vd5              |                   |
| Castellers de Sants              | Pd4cam, 2d7, 4d8, 5d7, 2Pd5+Pd5ps       |                   |
| Castellers de la Vila de Gràcia  | Pd4cam, 3d7, 5d7, 4d7, Pd5              |                   |
| Castellers de Poble Sec          | Pd4cam, 5d6, id2d6, id4d7, id4d7, idPd5 |                   |
| Castellers de la Sagrada Família | Pd4cam, id4d6, id3d6, 4d6, id3d6        |                   |
| Diada de la Mercè històrica      |                                         |                   |
| Colla                            | Castells                                | Ref.              |
| Castellers de Barcelona          | Pd4cam, 3d8, id2d8f, i2d8f, 4d8, Pd5    |                   |
| Minyons de Terrassa              | Pd4cam, 2d9fmc, 3d9f, 5d8, Pd5          |                   |
| Castellers de Vilafranca         | Pd4cam, 3d9f, 4d9f, 4d8a, Pd7f          |                   |

#### 2007
| Diada de la Mercè                | Diada de la Mercè                        | Diada de la Mercè |
| Colla                            | Castells                                 | Ref.              |
| -------------------------------- | ---------------------------------------- | ----------------- |
| Castellers de Barcelona          | Pd4cam, 4d8, 2d8f, 3d8, 2Pd5             |                   |
| Castellers de Sants              | Pd4cam, 3d8, id2d8f, 2d8fc, 4d8, 2Pd5    |                   |
| Castellers de la Vila de Gràcia  | Pd4cam, 5d7, 4d8, 4d7a                   |                   |
| Castellers de Poble Sec          | Pd4cam, 5d6, i4d7, i4d7, 4d6ac, Pd5      |                   |
| Castellers de la Sagrada Família | Pd4cam, i4d6a, id3d6, 3d6                |                   |
| Diada de la Mercè històrica      |                                          |                   |
| Colla                            | Castells                                 | Ref.              |
| Castellers de Barcelona          | Pd4cam, 2d8fc, id4d9f, id4d9f, 4d8, 2Pd5 |                   |
| Minyons de Terrassa              | Pd4cam, 5d8, i2d9fm, 3d9f, 4d9f, 2Pd5    |                   |
| Castellers de Vilafranca         | Pd4cam, 3d9f, 2d9fm, 4d9f, Pd8fm, 2Pd5   |                   |

#### 2008
| Diada de la Mercè                | Diada de la Mercè                      | Diada de la Mercè |
| Colla                            | Castells                               | Ref.              |
| -------------------------------- | -------------------------------------- | ----------------- |
| Castellers de Barcelona          | Pd4cam, 4d8, 2d8f, 3d8, Pd5ps+3Pd5     |                   |
| Castellers de Sants              | Pd4cam, 3d8, 2d8f, 4d8, Pd5ps+2Pd5     |                   |
| Castellers de la Vila de Gràcia  | Pd4cam, 5d7, 4d8, 4d7a, Vd5            |                   |
| Castellers de Poble Sec          | Pd4cam, 2d6, 3d7c, 4d7, Vd5            |                   |
| Castellers de la Sagrada Família | Pd4cam, 2d6, 5d6, 4d6a                 |                   |
| Diada de la Mercè històrica      |                                        |                   |
| Colla                            | Castells                               | Ref.              |
| Castellers de Barcelona          | Pd4cam, id3d9f, i3d9f, 4d8, 2d8f, 2Pd5 |                   |
| Minyons de Terrassa              | Pd4cam, 3d9f, 4d8a, i5d9f, 4d9fc, Pd6  |                   |
| Castellers de Vilafranca         | Pd4cam, 4d9f, 3d9f, 4d8a, Pd7f         |                   |

#### 2009
| Diada de la Mercè                | Diada de la Mercè                    | Diada de la Mercè |
| Colla                            | Castells                             | Ref.              |
| -------------------------------- | ------------------------------------ | ----------------- |
| Castellers de Barcelona          | Pd4cam, id4d8, 4d8, id4d8a, 2d7, Pd6 |                   |
| Castellers de Sants              | Pd4cam, 4d8, 2d8f, 3d8, 3Pd5         |                   |
| Castellers de la Vila de Gràcia  | Pd4cam, 5d7, 4d8, 3d7ps, Vd5         |                   |
| Castellers de Poble Sec          | Pd4cam, 3d7, id4d7a, 4d7ac, 4d7, Vd5 |                   |
| Castellers de la Sagrada Família | Pd4cam, 2d6, 3d6ps, 5d6, 2Pd5        |                   |
| Diada de la Mercè històrica      |                                      |                   |
| Colla                            | Castells                             | Ref.              |
| Castellers de Barcelona          | Pd4cam, 4d8a, 2d8fc, 4d8, Pd7f, Pd5b |                   |
| Minyons de Terrassa              | Pd4cam, 3d9f, 4d9f, 2d8f, Pd6        |                   |
| Castellers de Vilafranca         | Pd4cam, 4d9f, 3d9f, 2d9fm, 2Pd5      |                   |

#### 2010
| Diada de la Mercè                | Diada de la Mercè                          | Diada de la Mercè |
| Colla                            | Castells                                   | Ref.              |
| -------------------------------- | ------------------------------------------ | ----------------- |
| Castellers de Barcelona          | Pd4cam, 4d8, 3d8, 2d8f, Vd5                |                   |
| Castellers de Sants              | Pd4cam, 2d8f, 3d9f, 5d8, Vd5, Pd5b         |                   |
| Castellers de la Vila de Gràcia  | Pd4cam, 4d8, 3d8c, 5d7, Vd5                |                   |
| Castellers de Poble Sec          | Pd4cam, 2d7a, id5d7, 5d7, 4d7ac, Pd5c+2Pd4 |                   |
| Castellers de la Sagrada Família | Pd4cam, 4d7, 4d7a, 3d7, Pd5                |                   |
| Diada de la Mercè històrica      |                                            |                   |
| Colla                            | Castells                                   | Ref.              |
| Castellers de Barcelona          | Pd4cam, 4d8, 2d8f, 3d8, Pd5b, Pd5          |                   |
| Minyons de Terrassa              | Pd4cam, 2d9fmc, 4d9f, i5d9f, 3d8, Vd5      |                   |
| Castellers de Vilafranca         | Pd4cam, 3d9f, 4d9f, 3d8a, Pd8fm            |                   |

#### 2011
| Diada de la Mercè           | Diada de la Mercè                           | Diada de la Mercè |
| --------------------------- | ------------------------------------------- | ----------------- |
| Anul·lada per pluja.        |                                             |                   |
| Diada de la Mercè històrica |                                             |                   |
| Colla                       | Castells                                    | Ref.              |
| Castellers de Barcelona     | Pd4cam, id4d8, id4d8, 2d8f, 4d8, 2Pd5, Pd5b |                   |
| Minyons de Terrassa         | Pd4cam, 3d9f, 2d9fmc, 4d8a, Pd7f            |                   |
| Castellers de Vilafranca    | Pd4cam, 4d9f, i3d9fa, 3d9fa, 2d9fm, Pd8fm   |                   |

#### 2012
| Diada de la Mercè                  | Diada de la Mercè                         | Diada de la Mercè |
| Colla                              | Castells                                  | Ref.              |
| ---------------------------------- | ----------------------------------------- | ----------------- |
| Castellers de Barcelona            | Pd4cam, 3d8, 7d8, 5d8, Pd6c               |                   |
| Castellers de Sants                | Pd4cam, 4d8, 5d8, 3d8, Vd5                |                   |
| Castellers de la Vila de Gràcia    | Pd4cam, 4d8, 3d8, 2d8fc                   |                   |
| Castellers de Poble Sec            | Pd4cam, 3d7ps, 7d7, 5d7                   |                   |
| Castellers de la Sagrada Família   | Pd4cam, 5d7, 3d7ps, 4d7a                  |                   |
| Colla Castellera Jove de Barcelona | Pd4cam, 4d7, 5d7, 3d7, Vd5                |                   |
| Diada de la Mercè històrica        |                                           |                   |
| Colla                              | Castells                                  | Ref.              |
| Castellers de Barcelona            | Pd4cam, 5d8, 7d8, i3d9f, 2d8f, Pd6c, Pd5b |                   |
| Minyons de Terrassa                | Pd4cam, 3d9f, 2d9fm, 4d9f, 2Pd5           |                   |
| Castellers de Vilafranca           | Pd4cam, 4d9f, 2d9fm, 3d9f, Pd7f           |                   |

#### 2013
| Diada de la Mercè                  | Diada de la Mercè                           | Diada de la Mercè |
| Colla                              | Castells                                    | Ref.              |
| ---------------------------------- | ------------------------------------------- | ----------------- |
| Castellers de Barcelona            | Pd4cam, 5d8, 3d9f, 4d8ac, Pd5               |                   |
| Castellers de Sants                | Pd4cam, 5d8, id3d9f, id3d9f, 2d8f, Pd7f     |                   |
| Castellers de la Vila de Gràcia    | Pd4cam, 2d8f, 7d8, 3d8, Pd6                 |                   |
| Castellers de Poble Sec            | Pd4cam, 3d7ps, 2d7, 7d7                     |                   |
| Castellers de la Sagrada Família   | Pd4cam, 3d7ps, 4d8c, 5d7, iPd5              |                   |
| Colla Castellera Jove de Barcelona | Pd4cam, 4d7a, 5d7, 4d7, Vd5                 |                   |
| Diada de la Mercè històrica        |                                             |                   |
| Colla                              | Castells                                    | Ref.              |
| Castellers de Barcelona            | Pd4cam, 5d8, 3d9fc, 4d8a, Pd6c, Pd5b, 11Pd4 |                   |
| Minyons de Terrassa                | Pd4cam, 5d8, 3d9f, 2d8f, Pd6                |                   |
| Castellers de Vilafranca           | Pd4cam, 4d9f, 3d9fa, 9d8, Pd7f              |                   |

#### 2014
| Diada de la Mercè                  | Diada de la Mercè                      | Diada de la Mercè |
| Colla                              | Castells                               | Ref.              |
| ---------------------------------- | -------------------------------------- | ----------------- |
| Castellers de Barcelona            | Pd4cam, 4d8a, 4d9f, 3d9f, Pd6          |                   |
| Castellers de Sants                | Pd4cam, 3d9f, 4d9f, 4d8a, Pd7f         |                   |
| Castellers de la Vila de Gràcia    | Pd4cam, 3d9f, 4d9f, 3d8a, Pd7f         |                   |
| Castellers de Poble Sec            | Pd4cam, 2d7, 7d7, 5d7, Vd5             |                   |
| Castellers de la Sagrada Família   | Pd4cam, 3d7ps, 7d7, id2d7, 5d7, Pd5    |                   |
| Colla Castellera Jove de Barcelona | Pd4camc, Pd4cam, 3d7, 7d7, 4d7a, Pd5   |                   |
| Diada de la Mercè històrica        |                                        |                   |
| Colla                              | Castells                               | Ref.              |
| Castellers de Barcelona            | Pd4cam, 4d9f, 3d9fc, 4d8ac, Pd6c, Pd5b |                   |
| Minyons de Terrassa                | Pd4cam, 2d9fm, 3d9f, 4d9f,             |                   |
| Castellers de Vilafranca           | Pd4cam, 9d8, 3d9fa, 4d9f, Pd7f         |                   |

#### 2015
| Diada de la Mercè                  | Diada de la Mercè                                   | Diada de la Mercè |
| Colla                              | Castells                                            | Ref.              |
| ---------------------------------- | --------------------------------------------------- | ----------------- |
| Castellers de Barcelona            | Pd4cam, 4d8a, 4d9f, 3d9f, Pd6                       |                   |
| Castellers de Sants                | Pd4cam, 3d9f, 4d9f, 4d8ac                           |                   |
| Castellers de la Vila de Gràcia    | Pd4cam, 5d8, id3d9f, 3d9f, id4d9f, Pd5              |                   |
| Castellers de Poble Sec            | Pd4cam, 2d7, 4d8, 7d7                               |                   |
| Castellers de la Sagrada Família   | Pd4cam, 2d7, 3d7ps, 5d7, Pd5                        |                   |
| Colla Castellera Jove de Barcelona | Pd4cam, 5d7, 7d7, 4d7a, Pd5                         |                   |
| Diada de la Mercè històrica        |                                                     |                   |
| Colla                              | Castells                                            | Ref.              |
| Castellers de Barcelona            | Pd4cam, 5d8, id3d9f, 3d9f, i4d9f, id4d8a, Pd6, Pd5b |                   |
| Minyons de Terrassa                | Pd4cam, 2d9fm, 3d9f, 5d9f, Pd6, 2Pd5                |                   |
| Colla Joves Xiquets de Valls       | Pd4cam, 3d9f, 2d9fm, 4d9f, 2Pd5                     |                   |

#### 2016
| Diada de la Mercè                  | Diada de la Mercè                            | Diada de la Mercè |
| Colla                              | Castells                                     | Ref.              |
| ---------------------------------- | -------------------------------------------- | ----------------- |
| Castellers de Barcelona            | Pd4cam, 5d8, 4d9f, i3d9f, 3d8, Pd6           |                   |
| Castellers de Sants                | Pd4cam, 3d9f, 4d9f, 4d8a, Pd7f               |                   |
| Castellers de la Vila de Gràcia    | Pd4cam, 5d8, 4d9f, id3d9f, i3d9f             |                   |
| Castellers de Poble Sec            | Pd4cam, i2d7, 7d7, 5d7, 4d7a, Pd5            |                   |
| Castellers de la Sagrada Família   | Pd4cam, 3d7ps, 4d8, 5d7                      |                   |
| Colla Castellera Jove de Barcelona | Pd4cam, 5d7a, 7d7, 4d7a, Vd5                 |                   |
| Diada de la Mercè històrica        |                                              |                   |
| Colla                              | Castells                                     | Ref.              |
| Castellers de Barcelona            | Pd4cam, 3d9f, id4d9f, 4d9f, 4d8a, Pd6c, Pd5b |                   |
| Minyons de Terrassa                | Pd4cam, 3d10fm, 5d9f, 2d9fm, Pd7f            |                   |
| Colla Joves Xiquets de Valls       | Pd4cam, 5d9fc, 3d9f, i2d9fm, Pd5             |                   |

#### 2017
| Diada de la Mercè                  | Diada de la Mercè                           | Diada de la Mercè |
| Colla                              | Castells                                    | Ref.              |
| ---------------------------------- | ------------------------------------------- | ----------------- |
| Castellers de Barcelona            | Pd4cam, 4d9f, 3d9f, 5d8, Pd5                |                   |
| Castellers de Sants                | Pd4cam, 3d9f, 4d9f, 5d8                     |                   |
| Castellers de la Vila de Gràcia    | Pd4cam, 2d8f, 7d8, 4d9f, Vd5                |                   |
| Castellers de Poble Sec            | Pd4cam, 4d7a, id5d7, 5d7, 3d7a              |                   |
| Castellers de la Sagrada Família   | Pd4cam, 3d7ps, 7d7, 5d7                     |                   |
| Colla Castellera Jove de Barcelona | Pd4cam, 5d7, 4d8c, 4d7a                     |                   |
| Diada de la Mercè històrica        |                                             |                   |
| Colla                              | Castells                                    | Ref.              |
| Castellers de Barcelona            | Pd4cam, 4d9f, 3d9f, 5d8, 6Pd4, Pd5bc        |                   |
| Minyons de Terrassa                | Pd4cam, 3d9f, 2d9fm, 4d9f, Pd8fmc, Pd5+Pd5c |                   |
| Castellers de Vilafranca           | Pd4cam, 2d9fm, id4d9, 3d9f, 4d9f, Pd7f      |                   |

#### 2018
| Diada de la Mercè                  | Diada de la Mercè                           | Diada de la Mercè |
| Colla                              | Castells                                    | Ref.              |
| ---------------------------------- | ------------------------------------------- | ----------------- |
| Castellers de Barcelona            | Pd4cam, 5d8c, 4d8, 3d8, Pd5bc               |                   |
| Castellers de Sants                | Pd4cam, 3d9f, 2d9fm, id4d9f, 4d9f, Pd5      |                   |
| Castellers de la Vila de Gràcia    | Pd4cam, 2d8f, id3d9f, 4d8, id3d9f           |                   |
| Castellers de Poble Sec            | Pd4cam, 5d7, 7d7, 4d7ac                     |                   |
| Castellers de la Sagrada Família   | Pd4cam, 4d7a, 5d7, 7d7c                     |                   |
| Colla Castellera Jove de Barcelona | Pd4cam, 7d7, 5d7, 4d7a, Vd5                 |                   |
| Castellers de Sarrià               | 4d6, 3d6, 3d6a                              |                   |
| Diada de la Mercè històrica        |                                             |                   |
| Colla                              | Castells                                    | Ref.              |
| Castellers de Barcelona            | Pd4cam, 5d8, i3d9f, i3d9f, 4d8, Vd5         |                   |
| Minyons de Terrassa                | Pd4cam, 4d9f, 2d9fm, 3d9f, Pd7f             |                   |
| Colla Joves Xiquets de Valls       | Pd4cam, id2d8, 3d9f, id4d9f, 4d9f, 5d8, Vd5 |                   |

#### 2019
| Diada de la Mercè                  | Diada de la Mercè                           | Diada de la Mercè |
| Colla                              | Castells                                    | Ref.              |
| ---------------------------------- | ------------------------------------------- | ----------------- |
| Castellers de Barcelona            | Pd4cam, 7d8, i4d9f, 4d8, 3d8                |                   |
| Castellers de Sants                | Pd4cam, 4d8, 3d8, 5d7                       |                   |
| Castellers de la Vila de Gràcia    | Pd4cam, 4d8, 3d8, id7d8, 7d7, Vd5           |                   |
| Castellers de Poble Sec            | Pd4cam, 4d7, 5d7, 4d7a                      |                   |
| Castellers de la Sagrada Família   | Pd4cam, 5d7, 4d7a, 7d7                      |                   |
| Colla Castellera Jove de Barcelona | Pd4cam, 5d7, 7d7, 4d7a, Vd5                 |                   |
| Castellers de Sarrià               | Pd4cam, 4d6a, 3d6, id5d6, 5d6               |                   |
| Diada de la Mercè històrica        |                                             |                   |
| Colla                              | Castells                                    | Ref.              |
| Castellers de Barcelona            | Pd4cam, 7d8, id4d9f, 3d8, 4d8, iPd5b        |                   |
| Minyons de Terrassa                | Pd4cam, 2d9fm, i3d9fa, 3d9f, 5d8, Pd7f, Vd5 |                   |
| Castellers de Vilafranca           | Pd4cam, 4d9f, 2d9fm, 3d9f, Pd8fm            |                   |

#### 2020
No es van fer actes per còvid.

#### 2021
Els actes de la diada de la Mercè es van fer al Passeig de Gràcia, els Castellers de Barcelona van fer pilars a la Plaça Sant Jaume.
| Diada de la Mercè                            | Diada de la Mercè | Diada de la Mercè |
| Colla                                        | Castells          | Ref.              |
| -------------------------------------------- | ----------------- | ----------------- |
| Castellers de Sants                          | 3Pd4              |                   |
| Castellers de la Vila de Gràcia              | 6Pd4              |                   |
| Castellers de la Sagrada Família             | 3Pd4              |                   |
| Colla Castellera Jove de Barcelona           | 2Pd4, Pd4ps       |                   |
| Castellers de Sarrià                         | 3Pd4              |                   |
| Colla Castellera de l'Esquerra de l'Eixample | 3Pd4              |                   |
| Diada de la Mercè històrica                  |                   |                   |
| Colla                                        | Castells          | Ref.              |
| Castellers de Barcelona                      | 2Pd4+Pd4c         |                   |

#### 2022
| Diada de la Mercè                            | Diada de la Mercè                    | Diada de la Mercè |
| Colla                                        | Castells                             | Ref.              |
| -------------------------------------------- | ------------------------------------ | ----------------- |
| Castellers de Barcelona                      | Pd4cam, 3d8, 4d8, 2d7, Vd5           |                   |
| Castellers de Sants                          | Pd4cam, 4d8, 3d8, 2d7, Vd5           |                   |
| Castellers de la Vila de Gràcia              | Pd4cam, 3d8, 2d7, 4d8, Vd5           |                   |
| Castellers de Poble Sec                      | Pd4cam, 3d7a, 5d7, 4d7, Vd5          |                   |
| Castellers de la Sagrada Família             | Pd4cam, 3d7, 4d7, 2d6                |                   |
| Colla Castellera Jove de Barcelona           | Pd4cam, 4d7a, 5d7, 3d7a, Vd5         |                   |
| Castellers de Sarrià                         | Pd4cam, 3d6, 5d6, 4d6a, iPd5, Pd4b   |                   |
| Colla Castellera de l'Esquerra de l'Eixample | Pd4cam, 3d6, 3d6a, 4d6a              |                   |
| Diada de la Mercè històrica                  |                                      |                   |
| Colla                                        | Castells                             | Ref.              |
| Castellers de Barcelona                      | Pd4cam, 3d8, 4d8, 2d7, Pd5b, Vd5     |                   |
| Minyons de Terrassa                          | Pd4cam, 3d9f, 5d8, 4d8, 3Pd5         |                   |
| Colla Joves Xiquets de Valls                 | Pd4cam, 5d8, 3d9f, id4d9f, 4d9f, Pd5 |                   |

#### 2023
| Diada de la Mercè                            | Diada de la Mercè                          | Diada de la Mercè |
| Colla                                        | Castells                                   | Ref.              |
| -------------------------------------------- | ------------------------------------------ | ----------------- |
| Castellers de Barcelona                      | Pd4cam, 3d8, id2d8f, 4d8, 2d7, Vd5         |                   |
| Castellers de Sants                          | Pd4cam, 4d8, id3d8, 3d8, 5d7, 2Pd5         |                   |
| Castellers de la Vila de Gràcia              | Pd4cam, i3d8, 5d7, 4d8, 7d7, Vd5, Pd5b     |                   |
| Castellers de Poble Sec                      | Pd4cam, 4d7, id5d7, 5d7, 4d7a              |                   |
| Castellers de la Sagrada Família             | Pd4cam, 4d7ac, 4d7, 3d7                    |                   |
| Colla Castellera Jove de Barcelona           | Pd4cam, 5d7, 7d7, id4d8, id4d8, 4d7a, Vd5  |                   |
| Castellers de Sarrià                         | Pd4cam, 4d6a, 4d7, 5d6, iPd5               |                   |
| Colla Castellera de l'Esquerra de l'Eixample | Pd4cam, 4d6a, 4d7, 5d6                     |                   |
| Diada de la Mercè històrica                  |                                            |                   |
| Colla                                        | Castells                                   | Ref.              |
| Castellers de Barcelona                      | Pd4cam, id2d8f, 2d8f, 3d8, 4d8, Pd5b+2Pd4  |                   |
| Minyons de Terrassa                          | Pd4cam, 4d9f, 2d9fm, 3d9f, 3Pd5            |                   |
| Colla Joves Xiquets de Valls                 | Pd4cam, 3d9f, 4d9f, id5d8, 5d8, Pd8fm, Vd5 |                   |

#### 2024
| Diada de la Mercè                            | Diada de la Mercè                                     | Diada de la Mercè |
| Colla                                        | Castells                                              | Ref.              |
| -------------------------------------------- | ----------------------------------------------------- | ----------------- |
| Castellers de Barcelona                      | Pd4cam, 3d8, 9d7, 4d8, 2Pd5                           |                   |
| Castellers de Sants                          | Pd4cam, 2d8f, 4d9f, 3d8, Vd5                          |                   |
| Castellers de la Vila de Gràcia              | Pd4cam, 3d8, 2d8f, 4d8, Pd5+4Pd4                      |                   |
| Castellers de Poble Sec                      | Pd4cam, 4d7a, 7d7, 5d7, 3Pd4                          |                   |
| Castellers de la Sagrada Família             | Pd4cam, 4d7a,, 5d7, id7d7, id7d7, 4d7, 4Pd4           |                   |
| Colla Castellera Jove de Barcelona           | Pd4cam, 4d8, 2d7c, id5d7, 5d7, 3Pd4, Pd5b             |                   |
| Castellers de Sarrià                         | Pd4cam, 4d7, 7d6, 3d7, 2Pd4                           |                   |
| Colla Castellera de l'Esquerra de l'Eixample | Pd4cam, 4d7, 3d7, 4d7a, 3Pd4                          |                   |
| Diada de la Mercè històrica                  |                                                       |                   |
| Colla                                        | Castells                                              | Ref.              |
| Castellers de Barcelona                      | Pd4cam, 3d8, 7d8, 4d8, Pd5bc+2Pd4                     |                   |
| Minyons de Terrassa                          | Pd4cam, 3de9f, 4de9f, 5de8, Pde5+4Pd4                 |                   |
| Colla Joves Xiquets de Valls                 | Pd4cam, 3d9f, id4d9f, 4d8a, id4d9f, 2d8f, Pd8fm, 3Pd4 |                   |